# Bolli Þorleiksson

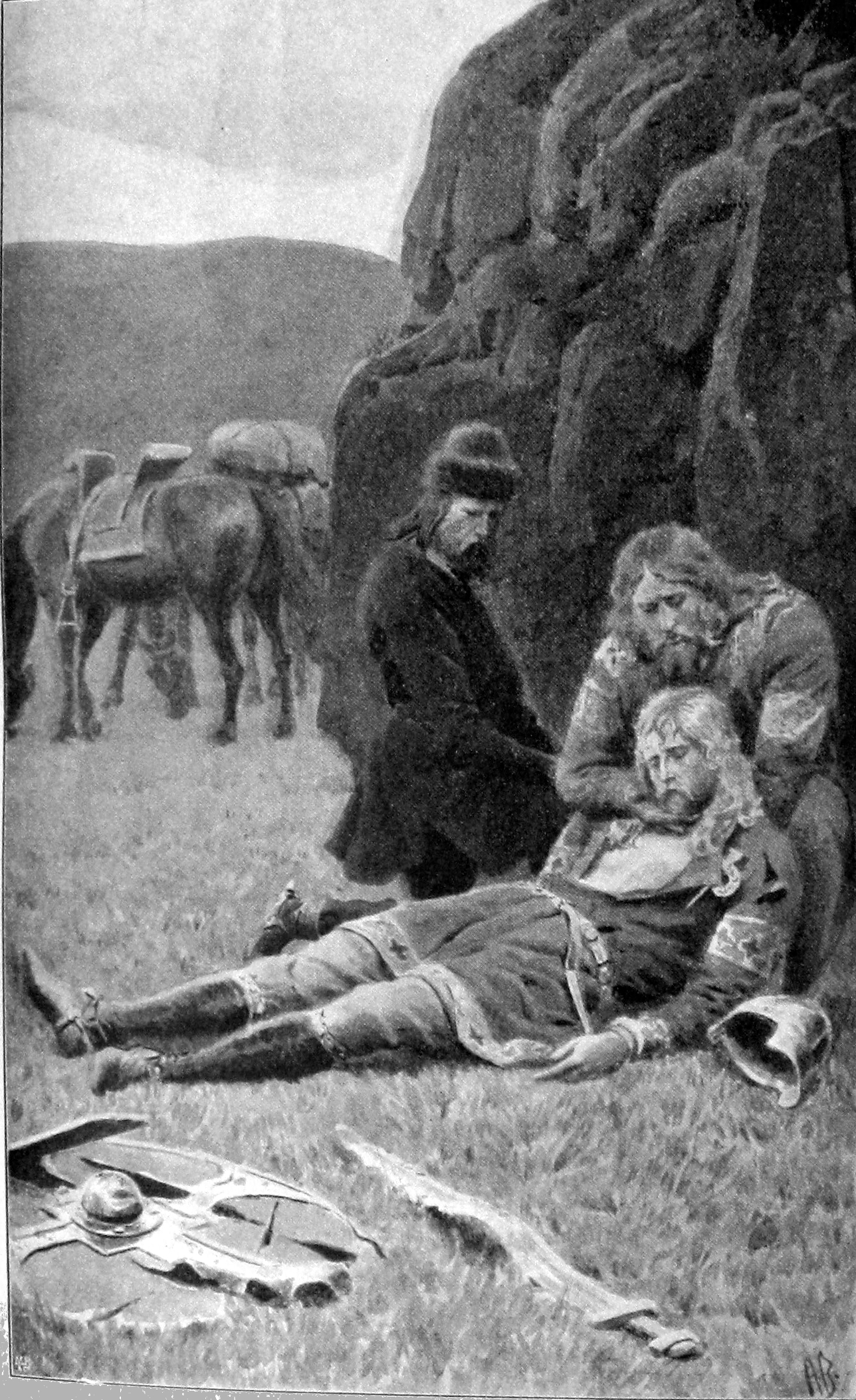
Morte di Kjartan Olafsson, fratello di sangue di Bolli

Bolli Þorleiksson (970 – 1006) personaggio storico dell'Islanda medievale. La sua vita ci è nota attraverso la Laxdœla saga.

## Sinossi
Bolli, figlio di Þorleik, era nato a Kambsnes, nello Hvammsfjörðr. Era famoso in Islanda per la sua abilità di guerriero e per la sua spada, chiamata "Mordi piede". Bolli e Kjartan Olafsson avevano stretto un patto di sangue per cui erano diventati fratelli di sangue ed erano inseparabili.
Bolli era innamorato di Guðrún Ósvífrsdóttir, una donna famosa per la propria bellezza e che si era già sposata due volte. Guðrún tuttavia non corrispondeva alle richieste di matrimonio di Bolli, poiché preferiva Kjartan. Dopo che i due fratelli di sangue partirono per la Norvegia, Kjartan venne tenuto prigioniero da re Olaf Tryggvason. Prima di partire, Kjartan aveva chiesto a Guðrún di sposarlo e lei gli aveva concesso un anno per il ritorno. Bolli ritornò in Islanda e per poter sposare Guðrún le riferì la falsa notizia che Kjartan aveva scelto la sorella del re Olaf.
Dopo alcuni anni, Kjartan ritornò in Islanda e scoprì che Bolli aveva ingannato Guðrún. Tra i due scoppiò una faida. Per riconciliarsi, Bolli donò al fratello di sangue alcuni cavalli, ma Kjartan rifiutò: era un'offesa molto grave.
Kjartan agì per primo. Preparò un'imboscata con i propri uomini ma nell'attacco Bolli lo ferì e lo uccise, restandogli accanto fino a quando spirò.
Bolli morì poco dopo, nel 1006, per mano degli uomini di Kjartan.
I suoi figli furono Thorleik Bollason e Bolli Bollason, nato l'inverno dopo la sua uccisione. Guðrún si trasferì a Helgafjell, nella casa di Snorri Þorgrímsson, e si sposò una quarta volta. Cercò sempre di avere vendetta o una compensazione per la morte di Bolli, ma le sue speranze furono vanificate quando i figli Thorleik e Bolli si riconciliarono in assemblea con la famiglia di Kjartan.